# Gippsicola minuta
Espèce
Gippsicola minuta est une espèce d'araignées aranéomorphes de la famille des Segestriidae.

## Distribution
Cette espèce est endémique du Queensland en Australie. Elle se rencontre dans les monts Bellenden Ker.

## Description
Le mâle holotype mesure 3,25 mm.

## Publication originale
- Giroti & Brescovit, 2017 : Revision of the spider genus Gippsicola Hogg, 1900 (Araneae: Segestriidae). Zootaxa, no 4227(3), p. 390-406.